# منظمة السودان ضد التعذيب
المنظمة السودانية لمناهضة التعذيب (SOAT) هي مجموعة حقوقية مقرها الحالي في لندن، وتعمل على مكافحة انتهاكات حقوق الإنسان في السودان، ولا سيما في منطقة دافور.